# André Petersson
Willy André Petersson (* 11. November 1990 in Olofström) ist ein schwedischer Eishockeyspieler, der seit Juli 2025 bei den SCL Tigers aus der Schweizer National League unter Vertrag steht und dort auf der Position des rechten Flügelstürmers spielt. Zuvor absolvierte Petersson unter anderem über 370 Spiele in der Kontinentalen Hockey-Liga (KHL), war darüber hinaus aber auch jeweils in über 150 Partien in der American Hockey League (AHL) und Elitserien bzw. Svenska Hockeyligan (SHL) aktiv.

## Karriere
André Petersson begann seine Laufbahn als Eishockeyspieler beim Tingsryds AIF. Als 16-Jähriger wechselte er zum HV71. Für den Klub aus Jönköping spielte er zunächst in Jugendmannschaften bis hoch zur J20 SuperElit und ab der Saison 2008/09 auch in der Elitserien, wie die höchste schwedische Profiliga damals hieß. Obwohl der Stürmer sowohl beim CHL Import Draft 2007 in der ersten Runde als insgesamt 47. Spieler von den Mississauga St. Michael’s Majors als auch ein Jahr später beim NHL Entry Draft 2008 in der vierten Runde als insgesamt 109. Spieler von den Ottawa Senators aus der National Hockey League (NHL) ausgewählt worden war, blieb er bis zum Sommer 2011 dem HV71 treu und gewann mit dem Klub im Jahr 2010 die schwedische Meisterschaft. Im Sommer 2010 erreichte er mit HV71 das Finale der European Trophy, das jedoch mit 3:5 gegen die Eisbären Berlin verloren ging. Er selbst wurde als Topscorer und bester Stürmer des Wettbewerbs ausgezeichnet.
Zur Spielzeit 2011/12 wechselte Petersson schließlich zu den Ottawa Senators, wurde aber überwiegend in deren Farmteam, den Binghamton Senators, in der American Hockey League (AHL) eingesetzt. Zu seinem einzigen NHL-Einsatz kam er, als er am 21. Januar 2012 für Ottawa gegen die Anaheim Ducks eingesetzt wurde. Im März 2014 wechselte er im Tausch mit Alex Grant nach Anaheim, wurde von den Ducks aber umgehend zu deren AHL-Kooperationspartner, den Norfolk Admirals, weitergereicht. Dort beendete der Schwede die Saison.
Zur folgenden Spielzeit ging der Angreifer zum HK Sotschi in die Kontinentale Hockey-Liga (KHL). Im Verlauf der Spielzeit 2014/15 wurde er für das KHL All-Star Game nominiert. Weitere Stationen in der KHL waren in der Spielzeit 2017/18 der HK Awangard Omsk und anschließend Barys Astana. Nach 50 Scorerpunkten für Astana in der Saison 2018/19 verließ Petersson den kasachischen Klub und wechselte zum HK Dynamo Moskau. Ein Jahr später, nach Ablauf seines Vertrages bei Dynamo, wurde er von Lokomotive Jaroslawl verpflichtet. Dort war er bis Ende Dezember 2021 aktiv, ehe er zu Dynamo zurückkehrte. Im Verlauf der Playoffs verließ der Schwede Mitte März 2022 infolge des russischen Überfalls auf die Ukraine das Team, ebenso wie sein kanadischer Mannschaftskollege Eric O’Dell. Zur Spielzeit 2022/23 wurde er von seinem Ex-Klub HV71 aus der Svenska Hockeyligan (SHL) unter Vertrag genommen. Am Ende des Spieljahres wurde er in das schwedische All-Star Team gewählt.
Nach insgesamt drei Jahren bei seinem Ausbildungsklub, in denen in den Frühjahren 2024 und 2025 der Klassenerhalt erst in der Relegation gesichert worden war, verließ der Offensivspieler den Verein. Im Juli einigte sich Petersson mit den SCL Tigers aus der Schweizer National League auf einen Einjahresvertrag.

### International
Mit dem schwedischen Nachwuchs nahm Petersson an den U18-Weltmeisterschaften 2007 und 2008 sowie den U20-Weltmeisterschaften 2009 und 2010, als er gemeinsam mit dem Kanadier Jordan Eberle Torschützenkönig des Turniers war, teil. 2009 wurde er mit der Schweden Vizeweltmeister, 2007 und 2010 gewann er mit seiner Mannschaft jeweils die Bronzemedaille.
In den Spielzeiten 2014/15, 2015/16, 2017/18 und 2019/20 nahm er als Teil der schwedischen Nationalmannschaft jeweils an der Euro Hockey Tour teil. Sein erstes großes, internationales Turnier bestritt er mit der Weltmeisterschaft 2023, das die Schweden auf dem sechsten Platz beendeten. Mit sechs Scorerpunkten in sieben Partien gehörte Petersson zu den erfolgreichsten schwedischen Akteuren des Turniers.

## Erfolge und Auszeichnungen
| - 2010 Schwedischer Meister mit dem HV71 - 2010 Topscorer der European Trophy - 2010 Bester Stürmer der European Trophy - 2012 AHL-Rookie des Monats Januar | - 2015 Teilnahme am KHL All-Star Game - 2019 KHL-Stürmer des Monats Februar - 2023 Schwedisches All-Star Team |

### International
| - 2007 Bronzemedaille bei der U18-Weltmeisterschaft - 2007 Goldmedaille beim Ivan Hlinka Memorial Tournament - 2009 Silbermedaille bei der U20-Weltmeisterschaft | - 2010 Bronzemedaille bei der U20-Weltmeisterschaft - 2010 Bester Torschütze bei der U20-Weltmeisterschaft |

## Karrierestatistik
Stand: Ende der Saison 2024/25

### International
Vertrat Schweden bei:

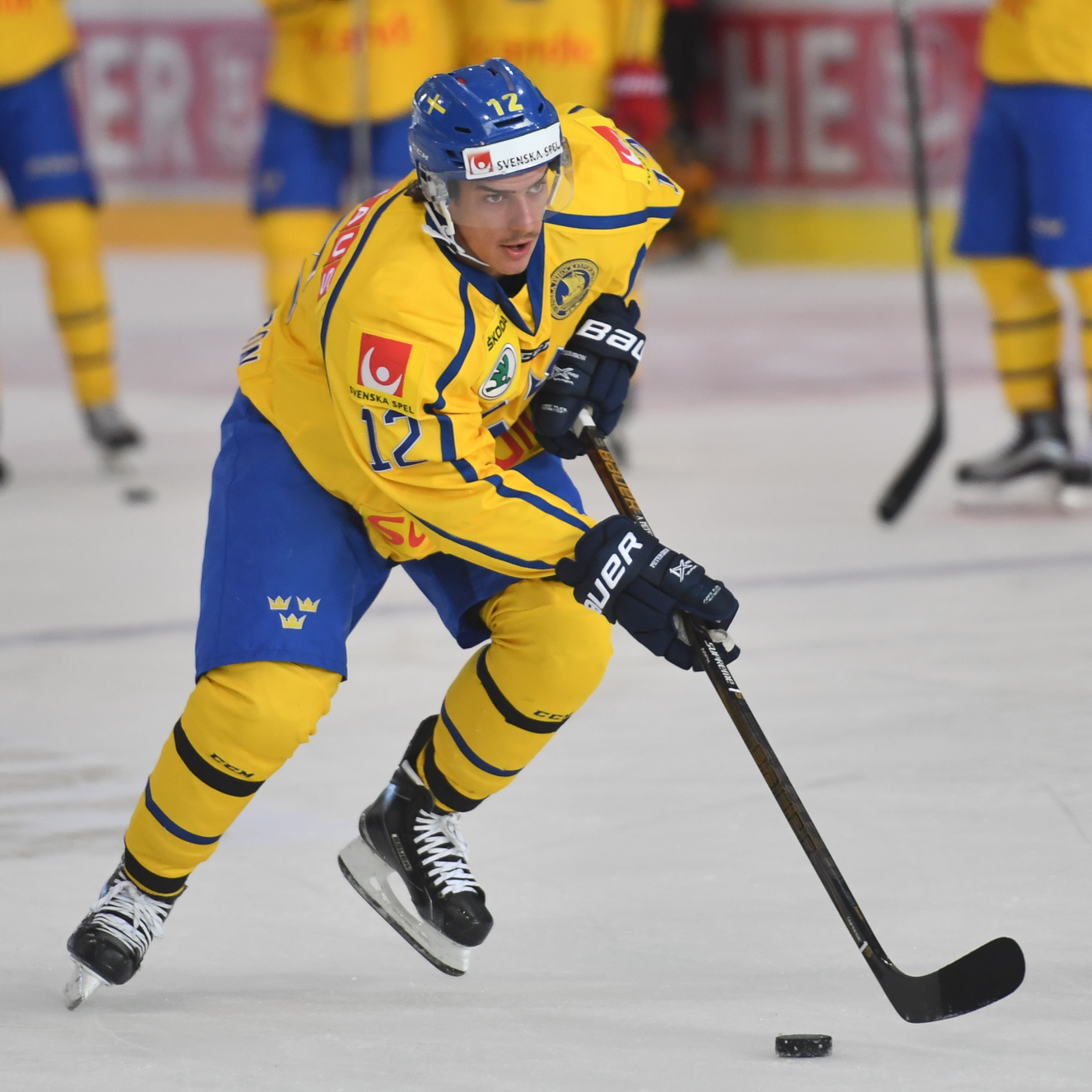
Petersson im Trikot der Tre Kronor

| - U18-Junioren-Weltmeisterschaft 2007 - Ivan Hlinka Memorial Tournament 2007 - U18-Junioren-Weltmeisterschaft 2008 | - U20-Junioren-Weltmeisterschaft 2009 - U20-Junioren-Weltmeisterschaft 2010 - Weltmeisterschaft 2023 |

(Legende zur Spielerstatistik: Sp oder GP = absolvierte Spiele; T oder G = erzielte Tore; V oder A = erzielte Assists; Pkt oder Pts = erzielte Scorerpunkte; SM oder PIM = erhaltene Strafminuten; +/− = Plus/Minus-Bilanz; PP = erzielte Überzahltore; SH = erzielte Unterzahltore; GW = erzielte Siegtore; 1 Play-downs/Relegation; Kursiv: Statistik nicht vollständig)